# Élisabeth Delesalle
 (mai 2020).
Si vous disposez d'ouvrages ou d'articles de référence ou si vous connaissez des sites web de qualité traitant du thème abordé ici, merci de compléter l'article en donnant les références utiles à sa vérifiabilité et en les liant à la section « Notes et références ».
 (septembre 2019).
Élisabeth-Anne Conil-Lacoste-Delesalle, dite Élisabeth Delesalle, née le 3 août 1956 à Paimbœuf, est une artiste peintre, dessinatrice et lithographe française.
Son œuvre est influencée par l'abstraction géométrique et le minimalisme. Baignée d'un environnement littéraire et culturel depuis son enfance et au long du déroulement de sa carrière, son travail se trouve imprégné de cette érudition artistique qui conduit à une rigueur graphique et chromatique identifiable.

## Biographie
Élisabeth Delesalle est la fille du critique d’art et écrivaine Michel Conil-Lacoste (1923-2004). Enfant, elle baigne dans une atmosphère artistique et créative dans la mouvance de l’abstraction géométrique qui marquera particulièrement son œuvre. Très tôt attirée par l’esthétique de la ligne, elle sort en 1975 diplômée des Beaux-Arts de Paris, s'y spécialisant dans la gravure auprès de Bertrand Dorny, pour fréquenter l'École supérieure d'arts graphiques Penninghen  de 1979 à 1980.
Élisabeth Delesalle s’engage ensuite dans une pleine création dans plusieurs ateliers d’artistes et de fondations qui encouragent et exposent son travail. Entretenant une grande proximité avec l’écriture et à la poésie, les périodes de son œuvre sont accompagnées de réflexions textuelles et de rédaction de poèmes liés à son art.
Son œuvre est ponctuée de plusieurs périodes de créations de 1971 à 2019. Ses premiers dessins en 1971 présentent des motifs abstraits à l’encre et au rotring dans lesquels apparaissent des éléments de figurations, dont les surfaces se détachent grâce à la couleur de l’encre de Chine utilisée en aplat. Elle est ensuite caractérisée par l’emploi de structures géométriques ordonnancées selon la trame de l’écriture, à laquelle se greffent des surfaces colorées selon des jeux d’opacité.

## Contributions bibliophiliques
- André Pieyre de Mandiargues (préface), Jean de Boschère, Alain Bosquet, Michel Butor, Maurice Maeterlinck, Henri Michaux, Pol Vandromme (textes), Élisabeth Delesalle (dessins), « Pour Salah Stétié », Les cahiers du désert, hors-série no 1, printemps 1984.
- Pascal Payen-Appenzeller, Michel Conil-Lacoste et Gilbert Lascault, L'écriture, lithographies originales d'Élisabeth Delesalle, cinquante exemplaires numérotés et signés par l'artiste au colophon, Paris, IDEM éditeur, 2016.

## Expositions

### Expositions personnelles
- 1980 (novembre-décembre) : Fondation Guastala, 16, rue Massenet, Paris.
- 1982 (6-30 juin) : galerie Jacob, 28 rue Jacob, Paris.
- 1983 (21 mars - 1er avril) : La Maison française, New York University, 16 Washington Mews, New York (participation musicale du compositeur Steve Shahan).
- 1983 (3-17 octobre) : galerie Haut Bas (R.T.L.-Télévision), 26 rue Miollis, Paris[2].
- 1986: Winterthur Galerie, Stiftung Metzgasse 6, Winterthour[3].
- 1995 (7-25 mars) : galerie Peinture fraiche, 29 rue de Bourgogne, Paris.
- 2004 (7-16 mai) : De la musique avant toute chose, L'Atelier, 41 rue du général Foy, Paris.
- 2006 (15 juin - 20 juillet) : Dans la lumière du jour, galerie Daragnès, 11 rue Gît-le-cœur, Paris.
- 2009 (15 septembre - 4 octobre) : galerie Peinture fraiche, 29 rue de Bourgogne, Paris.
- 2011 (14-30 juin): Élisabeth Delesalle. Rétrospective : trente ans de dissertations graphiques, Casa Architecture, Paris.
- 2013 (10 avril 9 juin ) : Une géographie d'artiste, galerie L’Art et la Matière, 23 rue Saint-Louis-en-l'’île, Paris.
- 2019 : Élisabeth Delesalle. Rythmes, galerie Jean-Yves Mesguich, Paris[4].
- 2019 : Zig-zag, (novembre-décembre) : villa des Arts, Paris.

### Expositions collectives
- 1981 (décembre): Fondation Guastalla, Paris.
- 1981 (Décembre-janvier) : Travaux sur papier,Villeparisis, Choisy-le-Roi, exposition itinérante du musée d'Art moderne de la ville de Paris.
- 1982 (mars) : Fondation Guastalla, Paris.
- 1983 (4-31 mai) : 18e Salon de Montrouge, Centre culturel et artistique de Montrouge.
- 1984 (décembre) : Et dans dix ans, qui ?, Espace Pierre Cardin, Paris.
- 1984 (décembre) : Société Wang France, Rencontre La bureaumatique, la connaissance et l'art.
- 1984 (6-31 mars) : Confrontation, débat sous la direction de Gérard Xuriguera et Lucien Curzy, Maison des jeunes et de la culture des Hauts-de-Belleville, 43 rue du Borrego, Paris.
- 1986, 1987 (juin) : Fondation Fénéon (prix Fénéon), chapelle de la Sorbonne, Paris.
- 1987 (juillet) : Dixième Festival d'arts plastiques. Présence des formes : soie peinte, sous le haut patronage du ministère de la Culture, en marge du festival d'Avignon, Les Angles.
- 1990 (février) : galerie Peinture fraiche, 29 rue de Bourgogne, Paris.
- 1993, 1994 (juin) : hôtel Salomon de Rotschild, 11 rue Berryer, Paris.
- 2009 : Salon des réalités nouvelles, parc Floral, Paris[5].
- 2009 : Biennale de Florence.
- 2015 (juin) : Les artistes de la galerie Cimaise, Élisabeth Delesalle, invitée d'honneur, palais Balène, Figeac[6].

## Collections publiques
- Puteaux, Fonds national d'art contemporain : Glissement vertical ou la recherche du sens, encre et crayons de couleur[1].

## Réception critique
- « C'est avec une fine pointe de l'esprit qu'Élisabeth-Anne Conil-Lacoste trace ses signes inflexibles, ses formations triangulaires, ses signes minuscules aux coloris légers avant de les lâcher dans l'espace. Si elle baptise Afocal chacune de ses compositions — dont les éléments ne se consacrent pas autour d'un foyer unique — cette apparente dispersion est la résultante d'une intense recherche, transcription graphique d'états psychiques. » - Jean-Marie Dunoyer[2]
- « Un univers coloré, aérien, avec un côté anguleux et précis qui pourrait se situer entre Jacques Villon et Alexander Calder. » - Jean Cousin[7]